# Петар Міхтарський
Петар Сотиров Міхтарський (болг. Петър Сотиров Михтарски, нар. 15 липня 1966, Благоєвград) — болгарський футболіст, що грав на позиції нападника. По завершенні ігрової кар'єри — тренер. Відомий за виступами за низку болгарських та закордонних клубів, а також у складі збірної Болгарії, у складі якої зайняв 4 місце на чемпіонаті світу з футболу 1994 року.
Володар Кубка Болгарії сезону 1990—1991 років. Чемпіон Болгарії 2000—2001 років. Чемпіон Португалії 1991—1992 років. Кращий бомбардир чемпіонату Болгарії 1994—1995 років.
Почесний громадянин Софії.

## Клубна кар'єра
Петар Міхтарський народився у Благоєвграді, та розпочав виступи на футбольних полях у місцевій команді «Пирин» у 1982 році. У цій команді він швидко став одним із головних бомбардирів, за 7 років відзначившись 70 забитими м'ячами у 166 матчах чемпіонату. Така результативність привернула до нього увагу кращих болгарських команд, і в 1989 році став гравцем клубу «Левскі», в якому він і далі продовжував утримувати високу результативність, відзначившись у її складі 42 забитими м'ячами у 55 зіграних матчах. Така результативність привернула до болгарського форварда увагу закордонних клубів, і в 1991 році Міхтарський став гравцем португальського клубу «Порту». У складі команди з однойменного міста він став чемпіоном Португалії проте виступав у складі португальського гранда лише один сезон, після чого став гравцем іншого португальського клубу «Фамалікан» на права оренди, після чого на короткий час повернувся до «Порту». У 1994 році повернувсся до свого рідного клубу «Пирин», у складі якого грав протягом півроку.
У липні 1994 року Петар Міхтарський став гравцем столичного клубу ЦСКА, у якому грав протягом сезону, після чого протягом півроку грав у складі іспанського клубу «Мальорка», після чого повернувся до складу софійського ЦСКА. Наприкінці 1996 року Міхтарський став гравцем німецького клубу «Вольфсбург», у складі якого грав протягом року. У 1998 році футболіст повернувся до складу «Пирина», в якому грав до середини 2000 року.
На початку сезону 2000—2001 років Міхтарський удруге за свою кар'єру став гравцем столичного клубу «Левскі». Цей сезон став останнім для форварда в його професійній кар'єрі, і саме за його підсумками він уперше став чемпіоном Болгарії. Після закінчення сезону Міхтарський завершив кар'єру професійного футболіста.

## Виступи за збірні
1985 року Петар Міхтарський грав у складі молодіжної збірної Болгарії на молодіжному чемпіонаті світу. У 1989 році Міхтарський дебютував у складі національної збірної Болгарії. Протягом кар'єри у національній команді, яка тривала до 1995 року, провів у її формі 8 матчів, проте забитими м'ячами у складі збірної відзначитись йому не вдалось. У складі збірної був учасником чемпіонату світу 1994 року у США, на якому болгарська збірна здобула 4 місце, яке стало її найвищим досягненням за всю історію її виступів на світових першостях.

## Кар'єра тренера
Розпочав тренерську кар'єру невдовзі по завершенні кар'єри гравця, 2002 року, очоливши тренерський штаб клубу «Пирин» (Благоєвград). Пізніше колишній футболіст також очолював команди «Віхрен» (Санданський) та «Беласиця» (Петрич), а з 2006 до 2009 років знову очолював «Пирин», проте особливих успіхів як тренер не мав. У 2014—2018 роках Міхтарський входив до тренеського штабу молодіжної збірної Болгарії.

## Титули і досягнення
- Володар Кубка Болгарії (1):

«Левскі»: 1991
- Чемпіон Болгарії (1):

«Левскі»: 2000–2001
- Чемпіон Португалії (1):

«Порту»: 1991–1992
- Володар Суперкубка Португалії (1):

«Порту»: 1991
- Найкращий бомбардир чемпіонату Болгарії: 1994–1995 (24 голи)